# Thrinax radiata
Thrinax radiata là loài thực vật có hoa thuộc họ Arecaceae. Loài này được Lodd. ex Schult. & Schult.f. miêu tả khoa học đầu tiên năm 1830.

## Hình ảnh

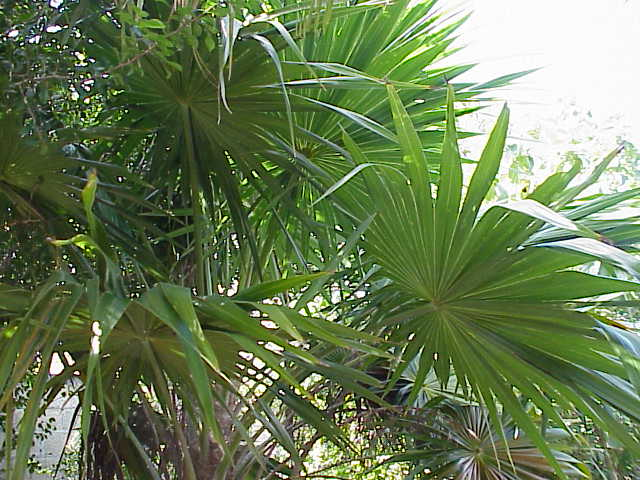
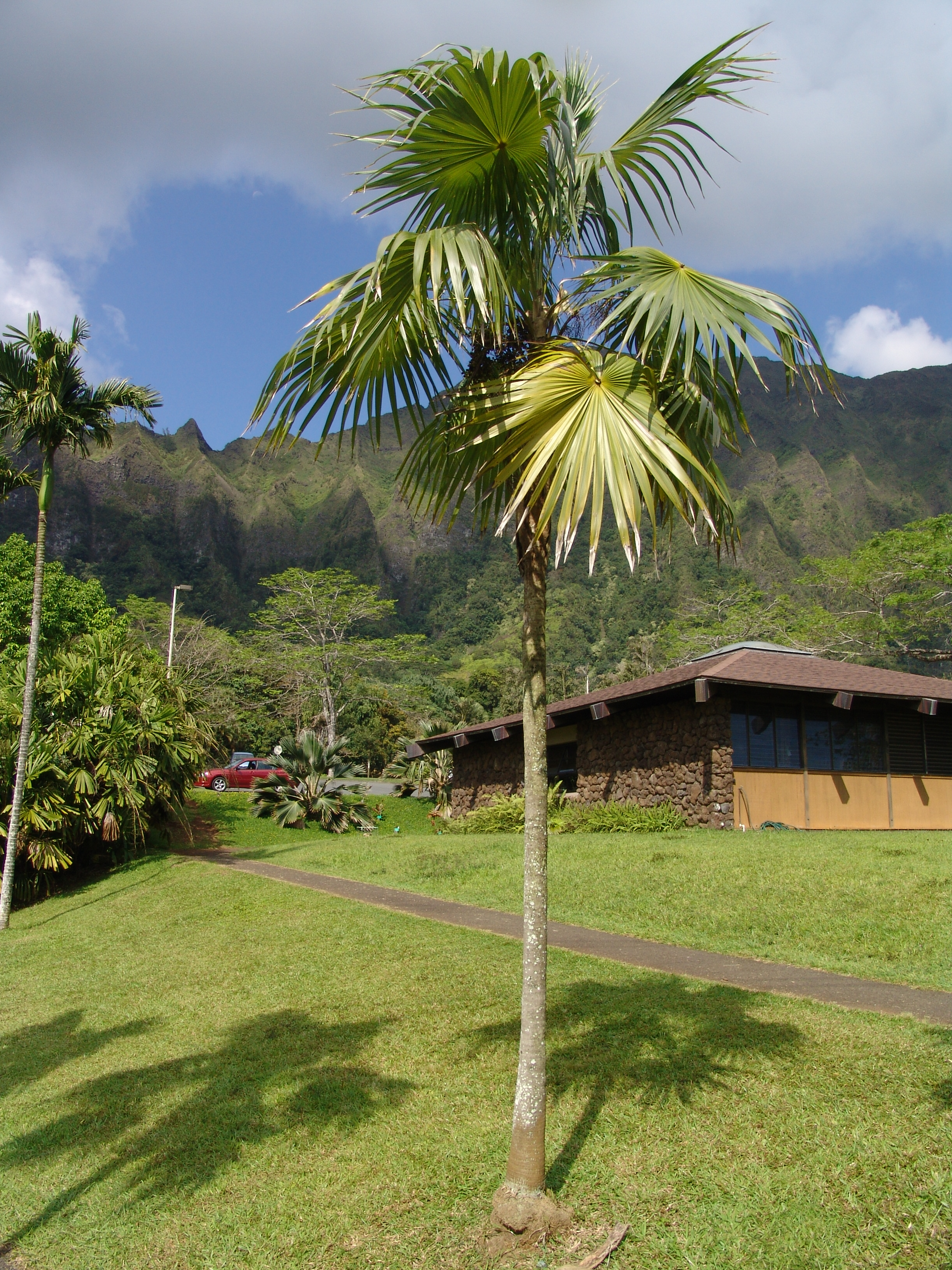
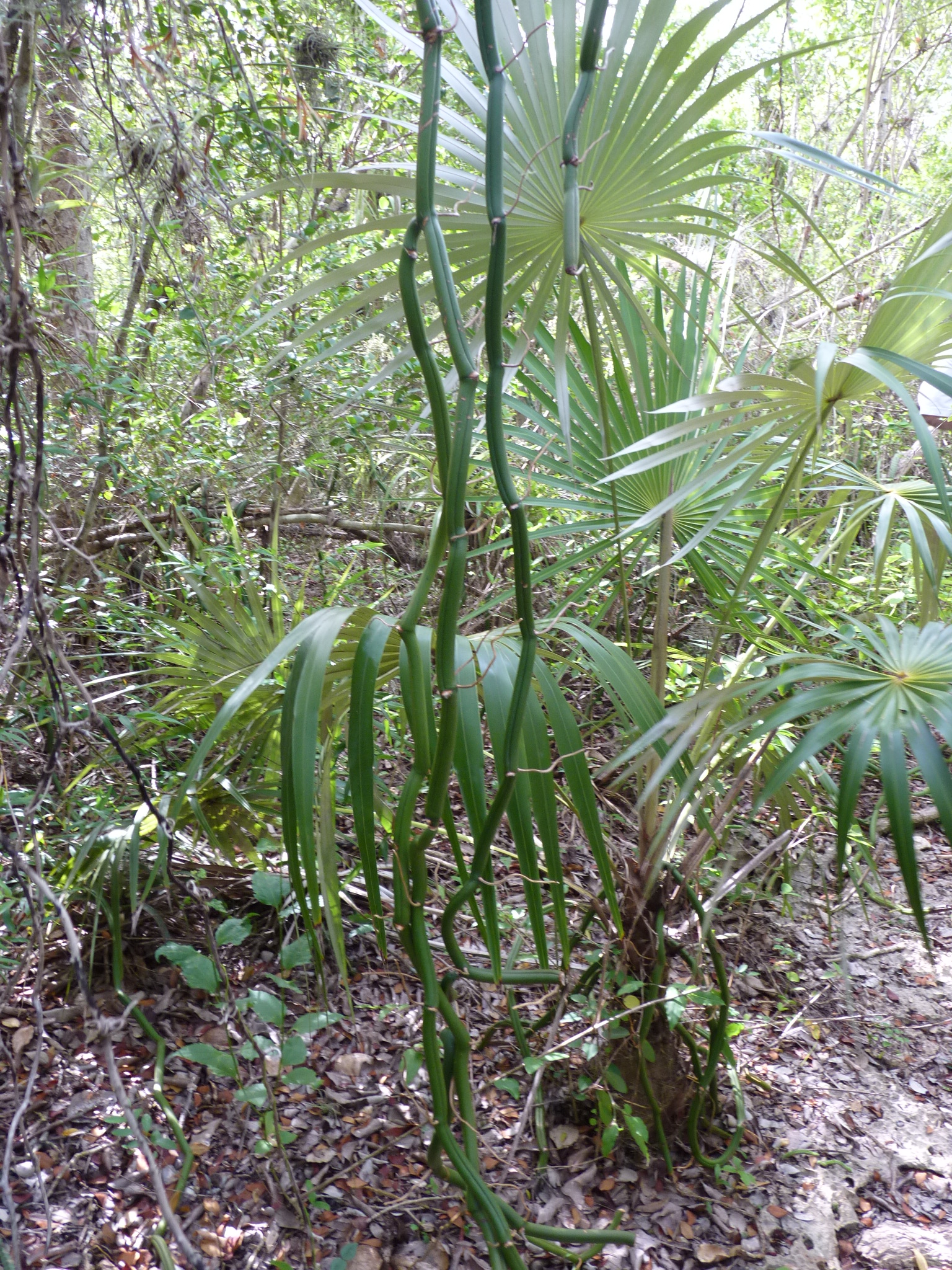
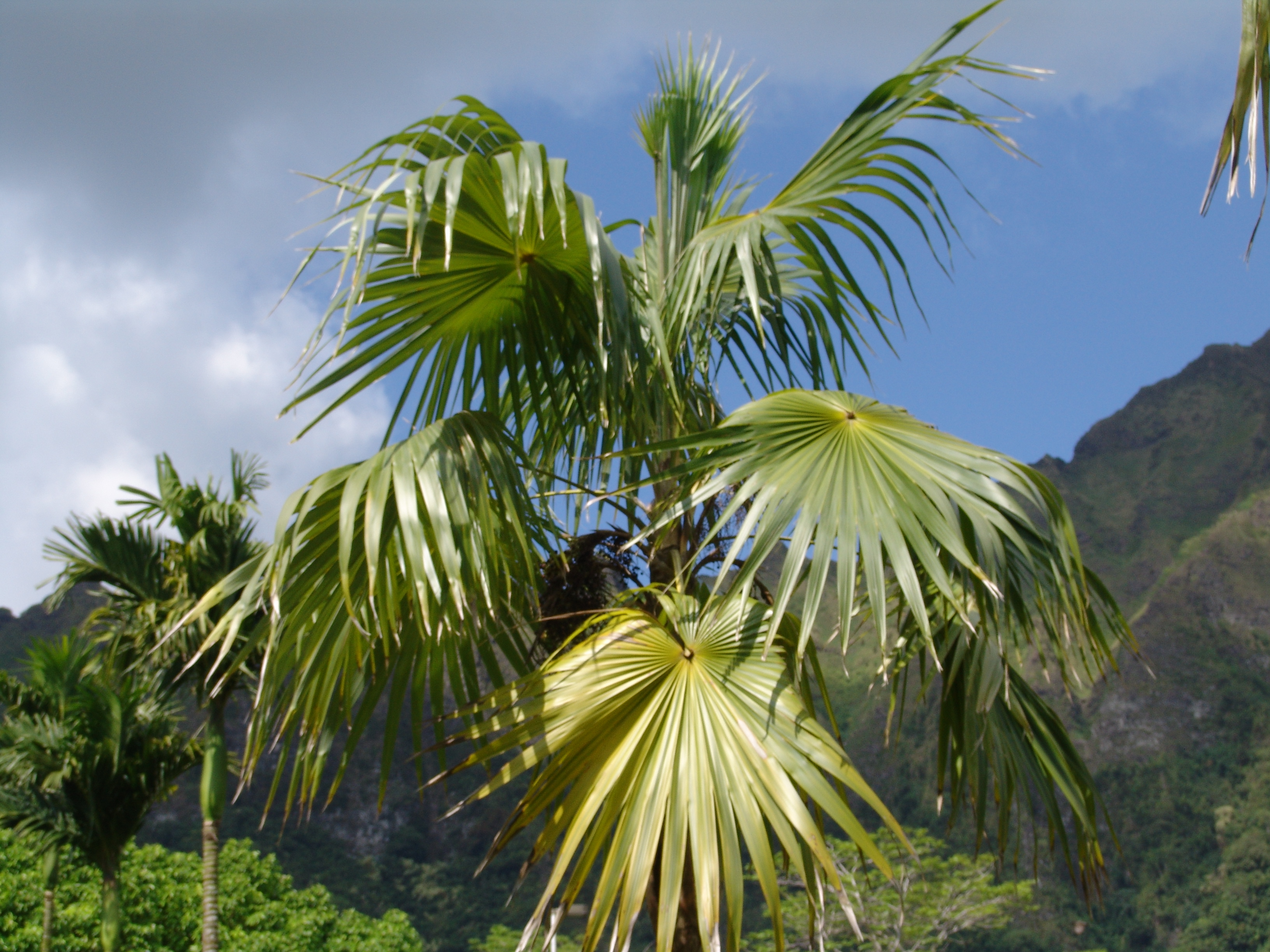